# Wibet von Stedesdorf
Wibet von Stedesdorf (* unbekannt; † 1447) war Häuptling von Stedesdorf, Folkertshausen und Nordorp sowie „Hovetling und Richter“ von Esens und Aurich.

## Leben
Die Häuptlingsfamilie tom Brok nahm das Harlingerland zwischen 1381 und 1391 in ihren Besitz. Dort setzte sie 1410 ihren Verbündeten Wibet von Stedesdorf als Vogt in Esens ein. Als Wibet im Kampf um die Vorherrschaft in Ostfriesland zur gegnerischen Partei von Focko Ukena überlief, zerstörten die tom Brok 1426 Esens. Nach dem Sturz der tom Brok errichtete Wibet als selbständiger Häuptling um 1427/30 an der Südostecke des Dorfes eine Wasserburg. Als Focko Ukena die herrschaftlichen Ansprüche gegenüber den Bauern verschärfte und sie mit immer höheren Steuern und größeren Repressionen belegte, wechselte Wibet erneut die Seiten. Gemeinsam mit Enno Cirksena und weiteren Häuptlingen erklärte er sich zu Verteidigern der Bauern und schloss sich mit den Gemeinden sowie weiteren Häuptlingen zum Freiheitsbund der Sieben Ostfrieslande zusammen. Enno Cirksena konnte dann Focko Ukena und seine Parteigänger bis 1433 besiegen. Am 28. April 1440 übergab Wibet in einer vom Abt des Klosters Marienthal beglaubigten Urkunde die Herrschaft in Esens an seinen Schwiegersohn Ulrich Cirksena, den späteren erste Grafen von Ostfriesland.